# Lùnjíbù
Lùnjíbù (論集部)  (T.D. vol. 32, sezione dal n. 1628 al n. 1692) è la sezione del Canone buddista cinese che raccoglie  i commentari e dei trattati (sastra). Contiene 194 testi, tra gli altri:
- Śikṣā-samuccaya (大乘集菩薩學論 pinyin: Dàchéng jí púsà xuélùn, giapp. Daijō shū bosatsu gakuron) la tradizione cinese lo attribuisce a Dharmakīrti ma quella tibetana a Śāntideva. Tradotto da Dharmarakṣa(法護)[1] e Richeng (日稱)  in 25 fascicoli tra il 1058 e il 1072 (T.D. 1636), tratta delle pāramitā e del percorso del bodhisattva verso l'illuminazione.
- Tattvasiddhi-śāstra (成實論 pinyin: Chéngshí lùn, giapp. Jōjitsuron) di Harivarman tradotto da Kumārajīva in 16 fascicoli. È un testo sulla vacuità di provenienza Mahāyāna. (T.D. 1646.32.239-375)
- Nāgasenabhiksusūtra (那先比丘經 pinyin: Nàxiānbǐqiūjīng giapp. Nasenbikukyō) che corrisponde alla prima parte del Milindapañha (pāli Milinda-paṅha) inserito nel Canone pāli. Composto in due fascicoli, (T.D.  1670), questo testo tratta del dialogo tra un maestro Sarvāstivāda, Nāgasena (那先, pinyin Nàxiān), e il re greco Menandro (sanscrito Miliṇḍa, cinese 弥蘭 pinyin Mílán). Curioso è il fatto che nonostante il testo sia di derivazione Sarvāstivāda sia lo stesso considerato, anche se tra le scritture extracanoniche[2], dalla scuola Theravāda di probabile discendenza Vibhajyavāda.